# فردریکوس سوریسینو هارجادی
فردریکوس سوریسینو هارجادی (انگلیسی: Fredericus Soetrisno Harjadi؛ ۲۶ دسامبر ۱۸۹۹ – ۹ آوریل ۱۹۶۹) سیاست‌مدار اهل اندونزی بود. 